# Menno Vroom
Menno Edwin Vroom, kortweg Menno Vroom (Oosthuizen, 13 mei 1973) is een Nederlandse radio-dj.

## Carrière
Menno startte zijn radiocarrière bij diverse ziekenomroepen en lokale stations, waaronder Westfriesland Radio.
In 1997 stapte Vroom over naar Radio 10 Gold dat later haar naam wijzigde in Radio 10 FM. Hij begon als dj in de nacht en werkte achter de schermen bij het station. In 2003 verloor Radio 10 FM de FM veiling ten koste van de Sky Group. Hoewel Radio 10 FM in eerste instantie overgenomen leek te worden door Sky Radio ketst de deal af. Een massaontslag volgt en Vroom verliet Radio 10FM en ging werken bij Radio Veronica. Hier werkte hij achter de schermen bij Goud van Oud en Goed bij Kas. 
Een jaar later maakte hij de overstap naar RTL FM waar hij een middagprogramma maakte. Na een gerechtelijke procedure van 100%NL werd in 2006 bekend dat 100%NL de kavel waar RTL FM op uitzond overnam. Vroom verliet het station en keerde terug naar Radio 10 Gold. Hier maakte hij diverse programma's, waaronder elke werkdag een middagprogramma tussen 15.00 en 19.00.
Eind februari 2010 werd bekend dat Vroom wegens bezuinigingen het station wederom ging verlaten. Desondanks bleef hij te horen omdat hij daarna vaste invaller werd. In maart 2011 keerde hij wederom terug bij de zender. Sindsdien presenteerde hij elk weekend een show op Radio 10 Gold.
In 2012 werd zijn middagprogramma overgenomen door Eddy Keur. Radio 10 keerde per september 2013 terug op de FM. Menno Vroom kreeg een vast programma in het weekend van 12:00 tot 16:00 uur. Eind januari 2015 verdween Vroom uit de programmering en ging achter de schermen werken als audiovormgever en muzieksamensteller (waaronder de muziek tijdens de non-stop uren). Wel was hij nog op de radio te horen als invaller en schoof ook elke dag aan bij de moppen in het programma Somertijd.